# Елифер (Новожилы)
Елифер — деревня в Котельничском районе Кировской области в составе Комсомольского сельского поселения.

## География
Располагается на расстоянии примерно 28 км по прямой на юго-запад от райцентра города Котельнич.

## История
Известна с 1891 года как починок Смертинский (Неокладной), в 1905 здесь (починок Смертинское или Новожилы или Елифер) отмечено дворов 3 и жителей 22, в 1926 (уже деревня Елифор или Смертины) 6 и 35, в 1950 9 и 33, в 1989 году проживало 23 жителя.

## Население
Постоянное население  составляло 18 человек (русские 100%) в 2002 году, 9 в 2010.